# Fàbrica d'alcohol de la Companyia d'Indústries Agrícoles
La fàbrica d'alcohol de la Companyia d'Indústries Agrícoles és un conjunt d'edificis disposada en forma d'«L», situats entre el carrer de Ramon Turró (antigament Enna) i el passatge de Mas de Roda (antigament Mas) de Barcelona, catalogats com a bé amb elements d'interès.

## Història i descripció
El 1916, Enric Miret, en representació de la Companyia d'Indústries Agrícoles, va demanar permís per a construir unes noves «quadres» entre el carrer d'Enna i el passatge, així com reformar unes naus existents en aquest darrer, i construir una destil·leria amb xemeneia (avui enderrocada) entre aquest i el carrer de Wad-Ras (actualment del Doctor Trueta), a més d'un edifici d'habitatges de planta baixa, dos pisos i golfes al núm. 153 d'aquest carrer, segons el projecte de l'arquitecte Josep Font i Gumà. Aquell mateix any, va demanar novament permís per a instal·lar-hi sis generadors de vapor a la banda dels senars, travessant el passatge amb una canonada soterrada fins a la destil·leria de l'altra banda. Això motivar una denúncia dels veïns, que motivà la suspensió d'activitats per part de l'Ajuntament fins al 1924.
Sembla que a la dècada del 1950 la fàbrica es dedicà a l'emmagatzematge i envasat de sucre, per la qual cosa hi consta l'existència d'una impremta per a etiquetar-ne els sobres, que a principis de la dècada del 1970 editaria pamflets clandestins de caràcter sindical, principalment de Comissions Obreres. El 1953, la companyia va demanar permís per a instal·lar-hi dos dipòsits d'alcohol, que a la dècada següent s'ampliarien fins a 19, arrendats a l'empresa Alcohols Oliva SA, fet que el 1965 va motivar les queixes dels veïns davant el governador civil. A la dècada del 1970, la destil·leria fou enderrocada (incloent-hi la xemeneia) i s'hi construïren dues grans naus de planta baixa amb coberta a dues aigües, destinades a l'emmagatzematge de sucre.
L'any 2002, la immobiliària Passatge del Sucre SL va presentar una proposta de Pla de Millora Urbana (PMU) del Passatge Mas de Roda, 5-13 i 6-14, obra de l'arquitecte Jordi Garcés, que preveia la reconversió del conjunt en habitatges i oficines, i el novembre del mateix any, l'Ajuntament de Barcelona va encarregar un informe de valoració del conjunt a l'arquitecte Antoni Vilanova. Finalment, el PMU es va aprovar el 2003, i l'any 2008 van començar les obres de remodelació. Segons les pràctiques modernes de la conservació i restauració de béns culturals, la intervenció sobre el conjunt ha estat inadequada, ja que mentre que els edificis de la banda dels senars del passatge s'han conservat substancialment (tot i que amb diverses modificacions), les naus de la banda dels parells foren enderrocades per no ser considerades d'interès arquitectònic, i en el seu lloc s'hi va construir un edifici d'oficines, inaugurat el 2022.